# Antonino Asta
Antonino Asta, detto Tonino (Alcamo, 17 novembre 1970), è un allenatore di calcio ed ex calciatore italiano, di ruolo centrocampista, tecnico della Sammaurese.

## Biografia
Cresciuto fin da bambino a Milano. Prima di cominciare la carriera di calciatore lavorava come barista.

## Caratteristiche tecniche

### Giocatore
Era un veloce esterno destro.

## Carriera

### Giocatore

#### Club

##### Gli inizi
Cresciuto nel settore giovanile dell'U.S. Aldini U.N.E.S., viene dirottato alla S.S. Seguro San Giorgio, società di Seguro di Settimo Milanese che all'epoca militava in Prima Categoria, dove gioca per tre anni fino all'Under-18. Viene ceduto al Corbetta, dove gioca per tre stagioni esordendo in prima squadra in Promozione, massimo livello regionale. In seguito viene ceduto all'Abbiategrasso.
Da lì passa poi Saronno, squadra con cui viene ripescato in Serie C2: è la prima esperienza fra i professionisti, periodo in cui Asta lavora ancora al bar di famiglia vicino a Milano. Dopo il ripescaggio in C2 la squadra vince immediatamente il campionato, venendo così promossa in Serie C1. Rimane complessivamente al Saronno per tre stagioni.
Passato al Monza, vince il campionato in Serie C1, e l'allenatore Luigi Radice, ultimo tecnico capace di vincere uno Scudetto con il Torino, lo segnala alla società granata che dopo averlo visionato lo acquista dopo che l'ala ha conquistato con i brianzoli la promozione in Serie B nella stagione 1996-1997.

##### Torino
Arrivato nel Torino, all'inizio del campionato non è titolare. La situazione cambia dopo l'arrivo in panchina di Edy Reja al posto dello scozzese Graeme Souness; la squadra svolta e inizia una rimonta che la porta nelle ultime giornate del campionato a essere tra le prime quattro in classifica, perdendo tuttavia la promozione nello spareggio di Reggio Emilia contro il Perugia. Nella prima stagione Asta colleziona 28 presenze in campionato e 3 in Coppa Italia.
La stagione successiva l'allenatore è Emiliano Mondonico, che lancia definitivamente Asta come esterno destro e a fine stagione arriva la promozione in Serie A. Le presenze in campionato di Asta sono 33, condite da 3 gol. L'esordio nella massima serie avviene il 28 agosto 1999 contro il Bologna, partita che termina 0-0. A gennaio viene ceduto in comproprietà al Napoli, dopo aver disputato 8 partite in campionato più 2 in Coppa Italia. In Campania gioca 15 partite segnando due reti e contribuendo così alla promozione in Serie A dei partenopei. A fine stagione i granata risolvono a proprio favore la comproprietà vincendo alle buste per 105 milioni di lire.
Alla guida della squadra c'è Gigi Simoni, e Asta inizialmente viene lasciato in disparte dal nuovo tecnico. Dopo l'arrivo dell'allenatore della Primavera, Giancarlo Camolese, in ottobre, Asta diviene capitano e i granata risalgono dall'ultimo posto al primo. A fine stagione le presenze sono 31 in campionato con 4 reti che portano punti pesanti (in particolare lo scontro diretto in casa contro il Piacenza, risolto dal capitano nei minuti finali della partita); gioca anche tre partite in Coppa Italia dove il Torino viene eliminato negli ottavi di finale dal Milan
Decisivo per la promozione in Serie A, nella successiva stagione in massima serie arriva per Asta la convocazione in nazionale; poi, nel derby di ritorno, si infortuna seriamente. Rientra in tempo per le ultime giornate di campionato, con il Torino che ottiene la qualificazione in Intertoto. In totale ottiene 25 presenze. Il giocatore lascia il Torino nell'estate del 2002 dopo che la società non gli ha rinnovato il contratto.

##### Palermo
Nel 2002 accetta la proposta di Maurizio Zamparini, presidente del Palermo. Rimane fuori dai convocati per le prime partite a causa del suo ritardo nella preparazione atletica, rientrando in campo nella partita persa per 2-1 in trasferta contro il Messina il 15 dicembre 2002. Il 7 giugno 2003, nella partita-spareggio giocata a Lecce e decisiva per la promozione in Serie A, Asta viene colpito alla caviglia a metà secondo tempo, ma la squadra ha finito i cambi così il giocatore rimane in campo fino alla fine della partita: finisce 3-0 per i salentini, e il Palermo conclude il campionato al quinto posto.
La successiva diagnosi parla di rottura dell'astragalo della caviglia destra: il recupero è complicato e lungo, così dopo sei mesi dall'infortunio il Palermo gli manda una raccomandata che lo informava della rescissione del contratto «per giusta causa», a un anno dalla scadenza naturale dell'accordo. Inizia così un contenzioso con la società siciliana, ma non tornerà mai più a giocare a calcio. Asta si ritira quindi ufficialmente alla fine della stagione 2003-2004, conquistando la quarta promozione in Serie A, senza scendere comunque mai in campo visto che lo stop è stato superiore all'anno.

#### Nazionale
Viene convocato da Giovanni Trapattoni per l'amichevole pre-mondiali 2002 contro gli Stati Uniti, vinta per 1-0 il 13 febbraio 2002 a Catania, con rete di Alessandro Del Piero; il commissario tecnico lo manda in campo da titolare come numero sette, sostituendolo all'intervallo dopo averlo fatto debuttare a 31 anni. Sarà questa la sua unica presenza in maglia azzurra.

### Allenatore
Nell'estate del 2005 ha intrapreso la carriera da allenatore, iniziando dagli Allievi Regionali del Torino appena risorto dal fallimento. La stagione successiva è stato confermato alla guida della stessa categoria, mentre nel campionato 2007-2008 è stato promosso alla guida degli Allievi Nazionali. Rimane alla guida degli Allievi Nazionali anche per la stagione 2008-2009, arrivando fino alla fase finale, venendo eliminato nel girone eliminatorio che ammette alla finale.
Per il campionato 2009-2010 viene promosso alla guida della Primavera del Torino. All'inizio della stagione, in Siena-Torino (3-0), rimedia un'espulsione dopo appena un minuto di gioco; il campionato si conclude con la squadra classificatasi a metà classifica. Viene confermato anche per la stagione 2010-2011, in cui ottiene il quarto posto nel girone. Partecipa ai play-off per accedere alle final eight, dove viene sconfitto ai quarti di finale dall'Inter ai calci di rigore. Nel 2011-2012 porta la Primavera granata al secondo posto nel girone dietro la Juventus, perdendo poi la prima partita alle final eight per lo Scudetto contro la Lazio.
Il 29 giugno 2012 diventa l'allenatore del Monza, in Lega Pro Seconda Divisione,per la stagione 2012-13, tornando nella squadra in cui aveva militato da calciatore nel biennio 1995-1997. Sebbene la squadra avesse 6 punti di penalizzazione, Asta guida il Monza alla quinta posizione in campionato che vale la conquista dei play-off; senza quei punti di penalizzazione la sua squadra avrebbe vinto il campionato. Ai play-off elimina il Bassano in semifinale, venendo poi eliminato in finale dal Venezia. La stagione successiva termina al quarto posto. Il 23 giugno 2014 assume la guida tecnica del Bassano Virtus, in terza serie, aiutato dal secondo Francesco Farina, portando la squadra al secondo posto del girone e alla finale play-off. Il 28 giugno 2015 viene sostituito da Stefano Sottili.
Il 6 luglio 2015 viene ingaggiato dal Lecce; il 12 ottobre seguente, dopo un avvio deludente del club salentino in campionato (una sola vittoria in sei partite), viene sollevato dall'incarico. Il 1º giugno 2016 diventa il nuovo allenatore della FeralpiSalò, da cui viene esonerato il 7 febbraio 2017 con la squadra al nono posto. Il 15 giugno seguente viene scelto come nuovo tecnico del Teramo; il 22 gennaio 2018 viene sollevato dall'incarico con la squadra in sedicesima posizione in Serie C. Il 23 ottobre 2018 subentra a Paolo Indiani sulla panchina della Pistoiese, nel girone A della Serie C, e conduce i toscani a una salvezza tranquilla, tra cui spicca la vittoria in trasferta per 4-0 contro la Juventus U23
Il 4 febbraio 2020 fa ritorno nella prima squadra del Torino dopo 18 anni, diventando collaboratore tecnico di Moreno Longo, quest'ultimo subentrato sulla panchina granata all'esonerato Walter Mazzarri. L'11 agosto 2021 passa ad allenare la formazione Under-18 dei torinesi.
Il 31 maggio 2025 la Sammaurse, formazione romagnola di Serie D, annuncia di avergli affidato la guida tecnica della prima squadra a partire dal successivo 1° luglio.

## Statistiche

### Cronologia presenze e reti in nazionale
| Cronologia completa delle presenze e delle reti in nazionale ― Italia | Cronologia completa delle presenze e delle reti in nazionale ― Italia | Cronologia completa delle presenze e delle reti in nazionale ― Italia | Cronologia completa delle presenze e delle reti in nazionale ― Italia | Cronologia completa delle presenze e delle reti in nazionale ― Italia | Cronologia completa delle presenze e delle reti in nazionale ― Italia | Cronologia completa delle presenze e delle reti in nazionale ― Italia | Cronologia completa delle presenze e delle reti in nazionale ― Italia |
| Data                                                                  | Città                                                                 | In casa                                                               | Risultato                                                             | Ospiti                                                                | Competizione                                                          | Reti                                                                  | Note                                                                  |
| --------------------------------------------------------------------- | --------------------------------------------------------------------- | --------------------------------------------------------------------- | --------------------------------------------------------------------- | --------------------------------------------------------------------- | --------------------------------------------------------------------- | --------------------------------------------------------------------- | --------------------------------------------------------------------- |
| 13-2-2002                                                             | Catania                                                               | Italia                                                                | 1 – 0                                                                 | Stati Uniti                                                           | Amichevole                                                            | -                                                                     | 46’                                                                   |
| Totale                                                                |                                                                       | Presenze                                                              | 1                                                                     |                                                                       | Reti                                                                  | 0                                                                     |                                                                       |

### Statistiche da allenatore
Statistiche aggiornate al 4 maggio 2019.
| Stagione        | Squadra         | Campionato      | Campionato | Campionato | Campionato | Campionato | Coppe nazionali | Coppe nazionali | Coppe nazionali | Coppe nazionali | Coppe nazionali | Coppe continentali | Coppe continentali | Coppe continentali | Coppe continentali | Coppe continentali | Altre coppe | Altre coppe | Altre coppe | Altre coppe | Altre coppe | Totale | Totale | Totale | Totale | % Vittorie | Piazzamento |
| Stagione        | Squadra         | Comp            | G          | V          | N          | P          | Comp            | G               | V               | N               | P               | Comp               | G                  | V                  | N                  | P                  | Comp        | G           | V           | N           | P           | G      | V      | N      | P      | %          | Piazzamento |
| --------------- | --------------- | --------------- | ---------- | ---------- | ---------- | ---------- | --------------- | --------------- | --------------- | --------------- | --------------- | ------------------ | ------------------ | ------------------ | ------------------ | ------------------ | ----------- | ----------- | ----------- | ----------- | ----------- | ------ | ------ | ------ | ------ | ---------- | ----------- |
| 2012-2013       | Monza           | 2D              | 34+4       | 17+2       | 12+1       | 5+1        | CI-LP           | 2               | 0               | 0               | 2               | -                  | -                  | -                  | -                  | -                  | -           | -           | -           | -           | -           | 40     | 19     | 13     | 8      | 47,50      | 5º          |
| 2013-2014       | Monza           | 2D              | 34         | 15         | 9          | 10         | CI+CI-LP        | 2+8             | 1+7             | 0+1             | 1+0             | -                  | -                  | -                  | -                  | -                  | -           | -           | -           | -           | -           | 44     | 23     | 10     | 11     | 52,27      | 4º          |
| Totale Monza    | Totale Monza    | Totale Monza    | 72         | 34         | 22         | 16         |                 | 12              | 8               | 1               | 3               |                    | -                  | -                  | -                  | -                  |             | -           | -           | -           | -           | 84     | 42     | 23     | 19     | 50,00      |             |
| 2014-2015       | Bassano Virtus  | LP              | 38+5       | 21         | 11+4       | 6+1        | CI+CI-LP        | 3+3             | 2+1             | 0+1             | 1+0             | -                  | -                  | -                  | -                  | -                  | -           | -           | -           | -           | -           | 49     | 24     | 16     | 9      | 48,98      | 2º          |
| ago.-ott. 2015  | Lecce           | LP              | 6          | 1          | 3          | 2          | CI              | 2               | 0               | 1               | 1               | -                  | -                  | -                  | -                  | -                  | -           | -           | -           | -           | -           | 8      | 1      | 4      | 3      | 12,50      | Eson.       |
| 2016-feb. 2017  | Feralpisalò     | LP              | 24         | 10         | 5          | 9          | CI+CI-LP        | 1+1             | 0+0             | 0+0             | 1+1             | -                  | -                  | -                  | -                  | -                  | -           | -           | -           | -           | -           | 26     | 10     | 5      | 11     | 38,46      | Eson.       |
| 2017-gen. 2018  | Teramo          | C               | 19         | 4          | 9          | 6          | CI-C            | 3               | 1               | 1               | 1               | -                  | -                  | -                  | -                  | -                  | -           | -           | -           | -           | -           | 22     | 5      | 10     | 7      | 22,73      | Eson.       |
| ott. 2018-2019  | Pistoiese       | C               | 32         | 9          | 7          | 16         | CI-C            | -               | -               | -               | -               | -                  | -                  | -                  | -                  | -                  | -           | -           | -           | -           | -           | 32     | 9      | 7      | 16     | 28,13      | Sub., 15º   |
| 2025-2026       | Sammaurese      | D               | 0          | 0          | 0          | 0          | CI-D            | 0               | 0               | 0               | 0               | -                  | -                  | -                  | -                  | -                  | -           | -           | -           | -           | -           | 0      | 0      | 0      | 0      | —          | in corso    |
| Totale carriera | Totale carriera | Totale carriera | 196        | 79         | 61         | 56         |                 | 25              | 12              | 4               | 9               |                    | -                  | -                  | -                  | -                  |             | -           | -           | -           | -           | 221    | 91     | 65     | 65     | 41,18      |             |

## Palmarès

### Giocatore

#### Club
- Campionato italiano di Serie B: 2

Torino: 2000-2001
Palermo: 2003-2004